# قطار شهری ارفورت
قطار شهری ارفورت (آلمانی: Straßenbahn Erfurt) سیستم قطار سبک شهری در ارفورت، آلمان است.
این قطار شهری که در سال ۱۸۹۳ پایه‌گذاری شده دارای ۶ خط، ۱۹۲ ایستگاه و ۴۵٫۲ کیلومتر طول است.

## نگارخانه

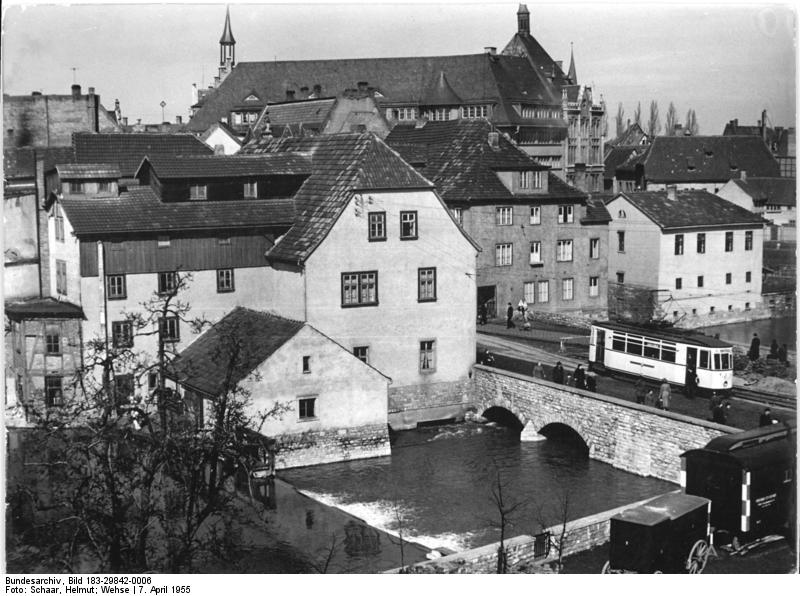
۱۹۵۵
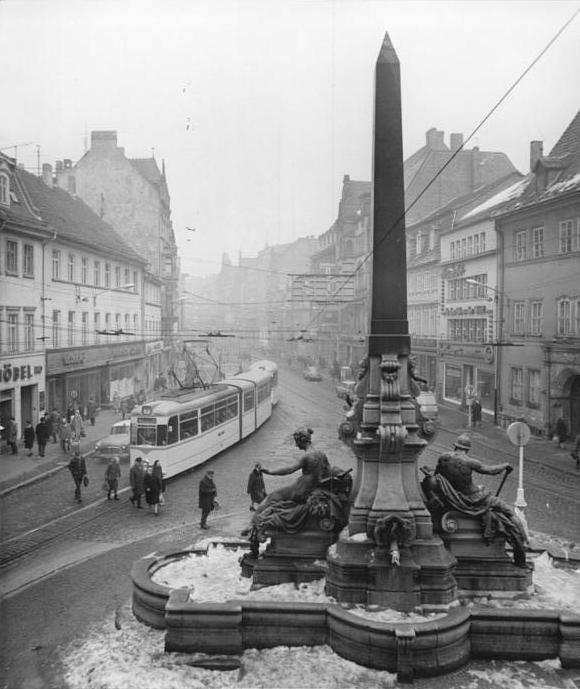
۱۹۷۰
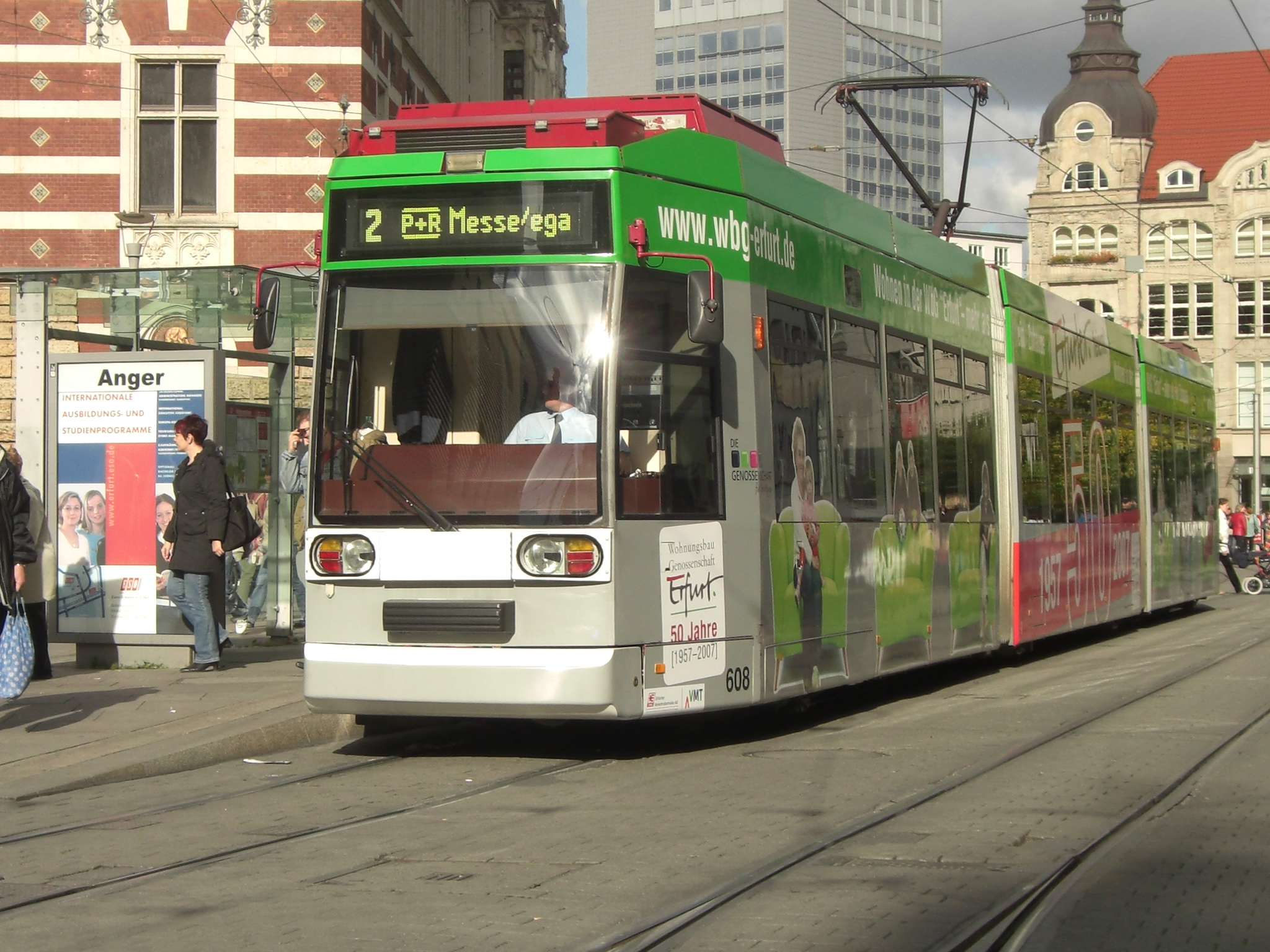
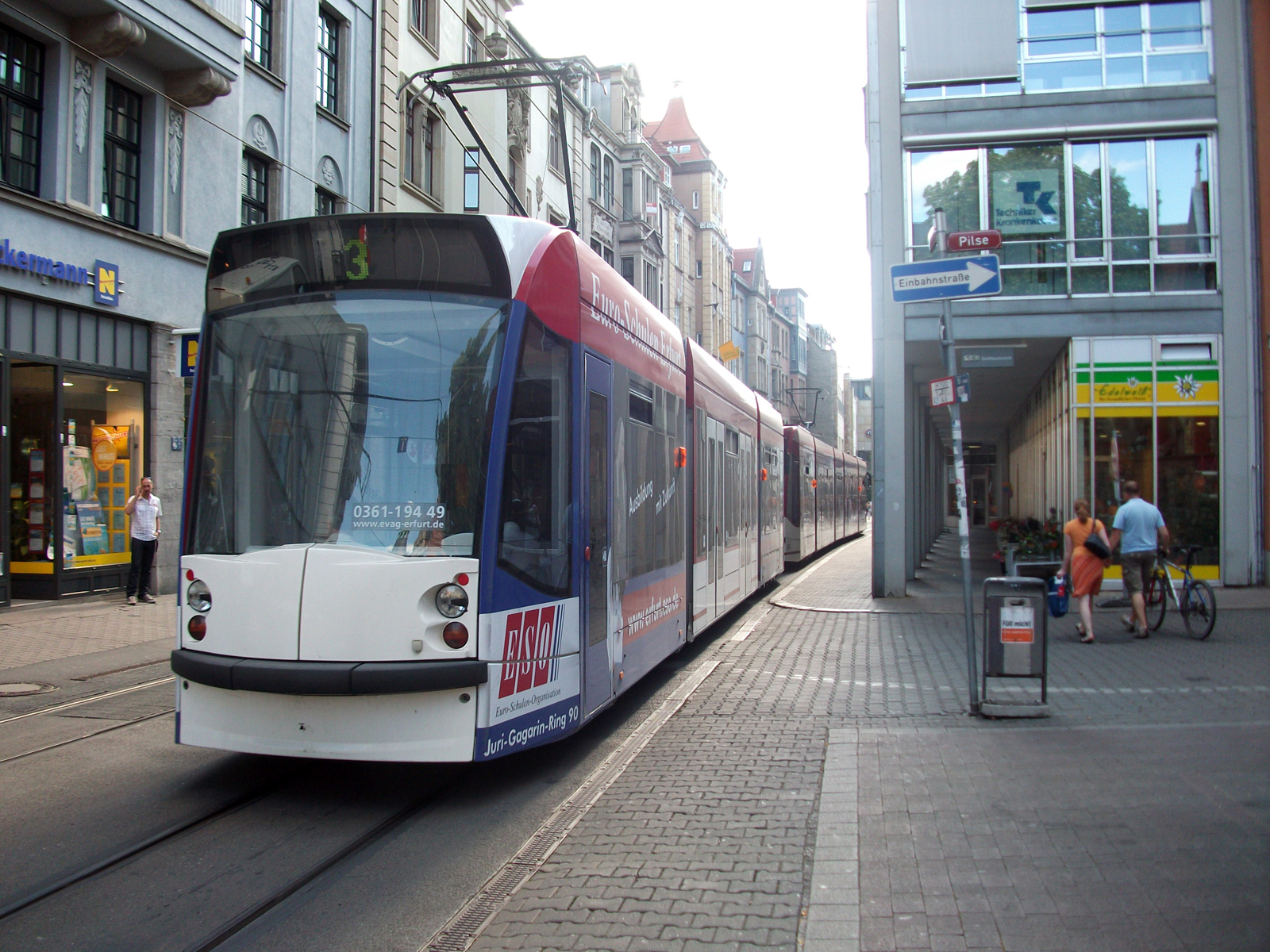